# Evanston (Wyoming)
Evanston – miasto w Stanach Zjednoczonych, w stanie Wyoming, siedziba administracyjna hrabstwa Uinta. W 2019 roku liczy 11,6 tys. mieszkańców i jest ósmym co do wielkości miastem w stanie.
Leży w pobliżu granicy ze stanem Utah, co sprawia, że jest najbardziej mormońskim miastem w stanie, gdzie w 2010 roku 47,7% populacji miasta jest członkami Kościoła Jezusa Chrystusa Świętych w Dniach Ostatnich.